# Montreal Expos
Los Montreal Expos (en inglés o Expos de Montréal en francés) fueron un equipo profesional de béisbol de Canadá con sede en Montreal, Quebec. Formaban parte de la División Este de la Liga Nacional (NL) de las Grandes Ligas de Béisbol (MLB) y jugaban como locales en el Estadio Olímpico de Montreal.
En 2005 el equipo se mudó a la ciudad de Washington D. C. y se convirtió en los Washington Nationals.

## Jugadores

### Miembros delSalón de la Fama del Béisbol
- Randy Johnson
- Vladimir Guerrero
- Pedro Martínez

- Datos: Q1148233
- Multimedia: Montreal Expos / Q1148233